# Mark Wigley
Mark Antony Wigley (n. Nova Zelândia) é um arquitecto casado com Beatriz Colomina professora de história da arquitectura.
Mark Wigley é decano da Graduate School of Architecture, Planning and Preservation na Universidade de Columbia em Nova Iorque.
Em 2005, juntamente com Rem Koolhaas e Ole Bouman, fundou o Volume Magazine (magazine trimestral sobre arquitectura).